# Колл, Ивонн
Иво́нн Колл (англ. Ivonne Coll, род. 18 июня 1947) — американская актриса. Она начала свою карьеру как модель, и в 1966 году выиграла конкурс красоты «Мисс Пуэрто-Рико», после чего представляла Пуэрто-Рико на «Мисс Вселенная».

## Биография
Колл родилась в небольшом городке Фахардо в Пуэрто-Рико и окончила Университет Пуэрто-Рико, прежде чем получить национальную известность как победитель конкурса красоты. В последующие годы она начала работать певицей, а в 1971 году дебютировала в местной мыльной опере «Служанка». Это привело её к собственному варьете-шоу «Девушка по имени Ивонн Колл», которое выходило на пуэрто-риканском телевидении с 1971 по 1975 год.
В 1974 году Колл дебютировала на большом экране с незначительной ролью певицы в фильме «Крёстный отец 2». В 1976 году она переехала в Лос-Анджелес, штат Калифорния, где обучалась актёрскому мастерству, а затем отправилась в Нью-Йорк, чтобы начать карьеру на театральной сцене. В начале 1990-х Колл начала карьеру на американском телевидении с эпизодических ролей в «Крылья», «Закон Лос-Анджелеса», «Полиция Нью-Йорка», «Надежда Чикаго» и «Практика». В 1996-97 годах у неё была второстепенная роль в дневной мыльной опере «Дерзкие и красивые». В 2000-х она продолжала брать на себя небольшие роли на телевидении и в кино, а также снялась в нескольких проектах в Пуэрто-Рико.
С 2011 года у Колл были второстепенные роли в сериалах «Их перепутали в роддоме», «Хор» и «Волчонок». В 2014 году она получила свою первую регулярную роль на американском телевидении, в комедийном сериале The CW «Девственница Джейн».

## Избранная фильмография
| Год  |   | Русское название    | Оригинальное название | Роль             |
| ---- | - | ------------------- | --------------------- | ---------------- |
| 2003 | с | Клиент всегда мёртв | Six Feet Under        | терапевт Ванессы |
| 2014 | с | Волчонок            | Teen Wolf             | Арайя Калавера   |